# Lijst van rijksmonumenten in Poppingawier
De plaats Poppingawier (Poppenwier) telt 10 inschrijvingen in het rijksmonumentenregister. Hieronder een overzicht. 
| Object                                                                                      | Oorspronkelijke functie? | Bouwjaar                   | Architect       | Locatie          | Coördinaten?                 | Nr.?   | Afbeelding                                                                       |
| ------------------------------------------------------------------------------------------- | ------------------------ | -------------------------- | --------------- | ---------------- | ---------------------------- | ------ | -------------------------------------------------------------------------------- |
| Voorm. herberg                                                                              | Woonhuis                 | ca. 1830                   |                 | Bûtenbuorren 8   | 53° 5' 5" NB, 5° 44' 57" OL  | 32300  | Meer afbeeldingen                                                                |
| Fors pand onder hoog en breed zadeldak tussen topgevels van gele steen met rode beitelingen | Woonhuis                 | 18e eeuw                   |                 | Binnenbuorren 9  | 53° 5' 3" NB, 5° 44' 53" OL  | 32302  | Meer afbeeldingen                                                                |
| Eenvoudig pand onder zadeldak tussen topgevels, waarvan een met houten voorschot            | Woonhuis                 |                            |                 | Binnenbuorren 7  | 53° 5' 3" NB, 5° 44' 54" OL  | 32303  | Eenvoudig pand onder zadeldak tussen topgevels, waarvan een met houten voorschot |
| Pand met verdieping onder dwars schilddak met hoekschoorstenen                              | Woonhuis                 |                            |                 | Binnenbuorren 8  | 53° 5' 4" NB, 5° 44' 54" OL  | 32304  | Meer afbeeldingen                                                                |
| Hervormde kerk, uurwerk in toren                                                            | Kerk en kerkonderdeel    | 1578 (uurwerk) 1860 (kerk) |                 | Binnenbuorren 12 | 53° 5' 4" NB, 5° 44' 52" OL  | 32305  | Meer afbeeldingen                                                                |
| Pandje onder zadeldak                                                                       | Woonhuis                 | 18e eeuw                   |                 | Binnenbuorren 14 | 53° 5' 3" NB, 5° 44' 52" OL  | 32306  | Pandje onder zadeldak                                                            |
| Pandje onder zadeldak                                                                       | Woonhuis                 |                            |                 |                  | 53° 5' 3" NB, 5° 44' 52" OL  | 32307  | Upload foto                                                                      |
| Pandje onder zadeldak                                                                       | Woonhuis                 |                            |                 |                  | 53° 5' 3" NB, 5° 44' 52" OL  | 32308  | Upload foto                                                                      |
| Woonhuis onder ambachtelijke baksteenarchitectuur                                           | Woonhuis                 | ca. 1920                   | Y.J. Buitenveld | Marsherne 15     | 53° 4' 43" NB, 5° 44' 48" OL | 514874 | Upload foto                                                                      |
| Doopsgezinde kerk                                                                           | Kerk en kerkonderdeel    | 1848                       |                 | Binnenbuorren 6  | 53° 5' 5" NB, 5° 44' 54" OL  | 514875 | Upload foto                                                                      |